# Śarīra
Śarīra (šaríra, někdy také psáno jako sarira, शरीर) je obecný pojem pro „buddhistické relikvie“. Běžně se však tento termín používá pro objekty ve tvaru perel nebo krystalových korálů, které byly nalezeny po zpopelnění buddhistických mistrů a kultivujících se osob. Tyto předměty jsou lesklé a velmi tvrdé a vyskytují se v různých barvách. Někteří lidé věří, že zahánějí zlo a vyzařují „požehnání“ a „milosrdenství“. V buddhismu sariry považují za něco velmi vzácného a posvátného. Mají symbolizovat osvícení kultivujícího a jeho duchovní čistotu.